# Chiesa di Sant'Andrea Apostolo (Basiliano)
La chiesa di Sant'Andrea Apostolo è la parrocchiale di Basiliano, in provincia ed arcidiocesi di Udine; fa parte della forania del Medio Friuli.

## Storia
La primitiva chiesa di Basiliano, della quale esiste tuttora il presbiterio, fu edificata nel XIV secolo; tale edificio fu poi ingrandito nel XVI secolo.
L'attuale chiesa venne costruita probabilmente nel XVIII secolo e in quel periodo fu eretta sopra l'antico presbiterio la torre campanaria.
Nel 1869 venne impartita la consacrazione e le due navate laterali furono edificate all'inizio del XIX secolo, come testimoniato da una relazione scritta nel 1899 dal rettore don Francesco Bressanutti; nel 1937 la chiesa divenne parrocchiale, affrancandosi così dalla pieve di Variano.
Durante i restauri compiuti verso la fine del XX secolo si rinvennero nella chiesa una lastra in marmo recante un'iscrizione, frammenti di vasellame di diversi periodi, delle parti di lapidi con decorazioni medievali e un frammento di sarcofago attico in marmo bianco caratterizzato da dei disegni; in quegli stessi anni la facciata subì un rifacimento.

## Descrizione

### Esterno
La neoclassica facciata della chiesa è a salienti e presenta quattro lesene di ordine ionico che sorreggono il timpano triangolare, all'interno del quale si apre una finestrella circolare; sopra il portale vi è una finestra rettangolare.

### Interno
L'interno è a tre navate; l'aula termina con il presbiterio con volta a crociera, dal quale si accede al presbiterio dell'antica chiesetta, che presenta degli affreschi.
Opere di pregio conservate all'interno sono l'altare maggiore, costruito da Simone Pariotti tra il 1753 e il 1754 ed impreziosito da delle statue scolpite da Giovanni Pischiutta nel 1770, e l'affresco avente come soggetto la Crocifissione, eseguito nel Novecento.